# Puerta de Valnadú

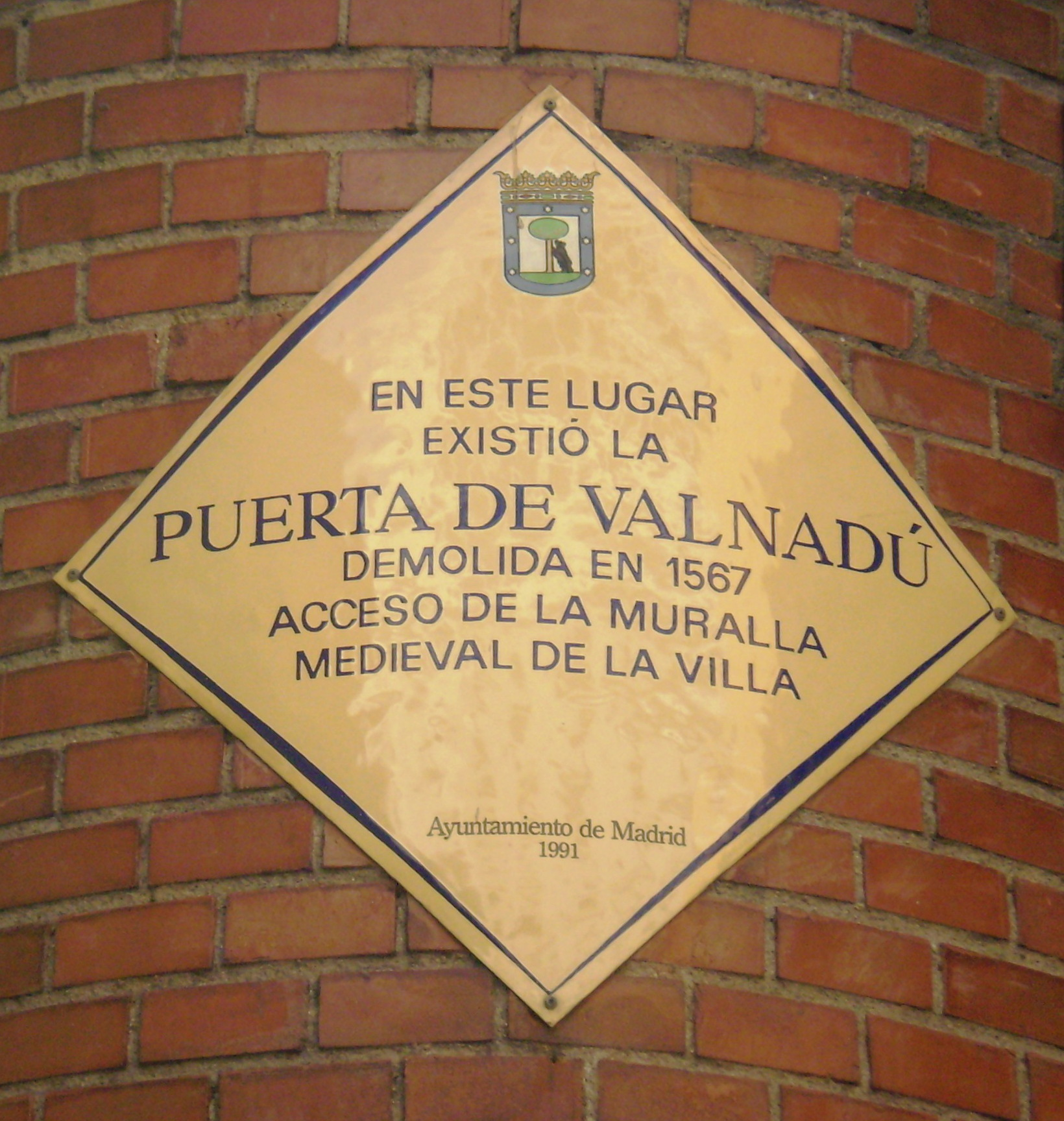
Cartel conmemorativo situado en la confluencia de las calles de la Unión y de Vergara, en el que se recuerda que, en torno a ese lugar, estuvo la Puerta de Valnadú.

La puerta de Valnadú o Balnadú fue uno de los principales accesos de la muralla cristiana de Madrid, hasta que Felipe II la mando derribar (junto con la Torre Gaona). Su nombre, muy discutido, puede estar relacionado etimológicamente con Balnadú o Valnadú, con el significado "la (puerta) que da al valle" (del árabe: Bal-el-Nadar). También se ha propuesto el posible origen a partir del latín «balneaduo» o "puerta de los dos baños", por la existencia de unos supuestos baños desde la época de los romanos. Asimismo puede aparecer traducida como "puerta de las Atalayas". 
Se encontraba situada en la esquina suroeste del Teatro Real (en la Plaza de Isabel II), y contigua a la Puerta de la Sagra (luego calle de Rebeque esquina a la calle de Requena), junto a la fuente de los Caños del Peral. La puerta miraba al norte, en dirección a la cuesta de Santo Domingo. Se identifica en ocasiones con la puerta del Diablo,
así llamada por tener en su estructura una gran piedra con cinco agujeros y la marca de una mano (costumbre árabe contra el mal de ojo que al pasar por la puerta llevaba a poner la mano en la huella y escupir).[cita requerida]

## Historia
Las crónicas de la época de Isabel la Católica sitúan a esta puerta junto a la casa del Tesoro (cercana al Alcázar), cercana a un beaterio de mujeres denominado: "Monasterio de Santa Catalina de Sena", de monjas de Santo Domingo. Se sabe de su existencia remontándose hasta el siglo XII. Fue mandada derribar en 1567 por Felipe II, para cegar el paso, y poner otra puerta más hacia levante. Debía ser una puerta estrecha y con cierta similitud a la Puerta de la Alhambra de Granada. Con sus piedras, y las de la Torre Gaona se construyó parte del Teatro de los Caños del Peral. El derribo abrió un espacio que se transformaría con el tiempo en la actual plaza de Isabel II (Plaza de la Ópera). En las obras de metro realizadas a comienzos del siglo XX, para la realización de la Estación de Ópera aparecen unas piedras con la posible identificiación de la Puerta, o de las arcas de un puente de acceso a la puerta que se encontraba en frente, salvando el barranco de la Hontanilla.